# 姜绍祖 (1892年)
姜紹祖（1892年—1967年）。字梅塢，以字行，谱名颖焚，学名绍祖，浙江象山人，民国教育家、政治人物。

## 生平
大清光緒十八年（1892年）生于浙江象山县丹城镇北门村。1917年，畢業於国立北京大學哲學系。精于国学，为马通伯赏识，被刊入北大的《丁巳校士录》。
曾任中華民國西北籌邊使公署僉事及商業委員，参与外蒙古事务，驻库伦，著有《蒙疆丛谈》二卷，为研究外蒙古独立的重要史料著作。又任中华民国外交部咨议等职务，不久均辞去。
投身教育界，曾任中学校长、大学教授。曾任北平（今北京市）新華商業專門學校教員。1923年（一说1922年6月）创办私立华北大学和私立华北大学附属中学（即华北中学，后为北京市第六中学，今并入北京一六一中學），担任華北大學教務長、總務長、教授，華北中學校長。曾任北平市教育會常務理事。
1925年，五卅运动爆发，北平教育界成立“后援会”，姜被推为代表，南下上海声援。1930年，赴日本考察工商业。发起组织北平市中等学校联合会，出任主席。创设中等教育研究会，担任常务理事。
抗日战争时期，担任家乡象山縣抗日委員會副主任委員，并担任象山縣公立醫院董事長。1938年，以旅沪同乡会名义捐建象山县公立医院（今属象山第一人民医院），是象山公立医院之肇始。
抗日战争勝利後，回北平，倡导华北中学复校。兼任民国大学和平民大学教授。在北平當選北平市參議員。当选国民政府第一届國民大會代表。
1949年，移居台湾。1953年，与李如松、唐嗣堯在台北创办育英中學。1962年，赴美国考察文物。1967年，逝世于台北，享年75歲。

## 家庭
有子姜光平，美籍华人，系美国共和党国会议员，全美国舞蹈公司总行政官、副董事长，美国姜氏企业公司总裁，将其父著作遗物捐赠予浙江图书馆。
表兄陈汉章，著名史学家。
子侄林国本，美籍华人，阿尔斯通公司电力环保部总经理，在上海交通大学设有奖学金。

## 代表著作
- 《象山姜氏近代槪述》，1966年出版，今藏于台北國立故宮博物院[11]
- 《蒙疆叢談》
- 《写心集·尊行日记（上）》[12]
- 《写心集·尊行日记（下）》[12]
- 《写心集·梅坞回忆录》  [12]